# 新藝城
新藝城（Cinema City，1980年—1991年）是1980年代香港主要电影公司，由麥嘉、石天、黃百鳴等幾個電影人組織起來，公司在1991年一度結業。創業作為《滑稽時代》(1980年，吳宇森導演)，最後一部電影為《蠻荒的童話》(1991年，盧堅導演)。曾經製作、發行的電影有《最佳拍檔》系列、《英雄本色》系列、《監獄風雲》系列、《開心鬼》系列等。其中不少重要人物都在電影圈獨當一面。

## 歷史

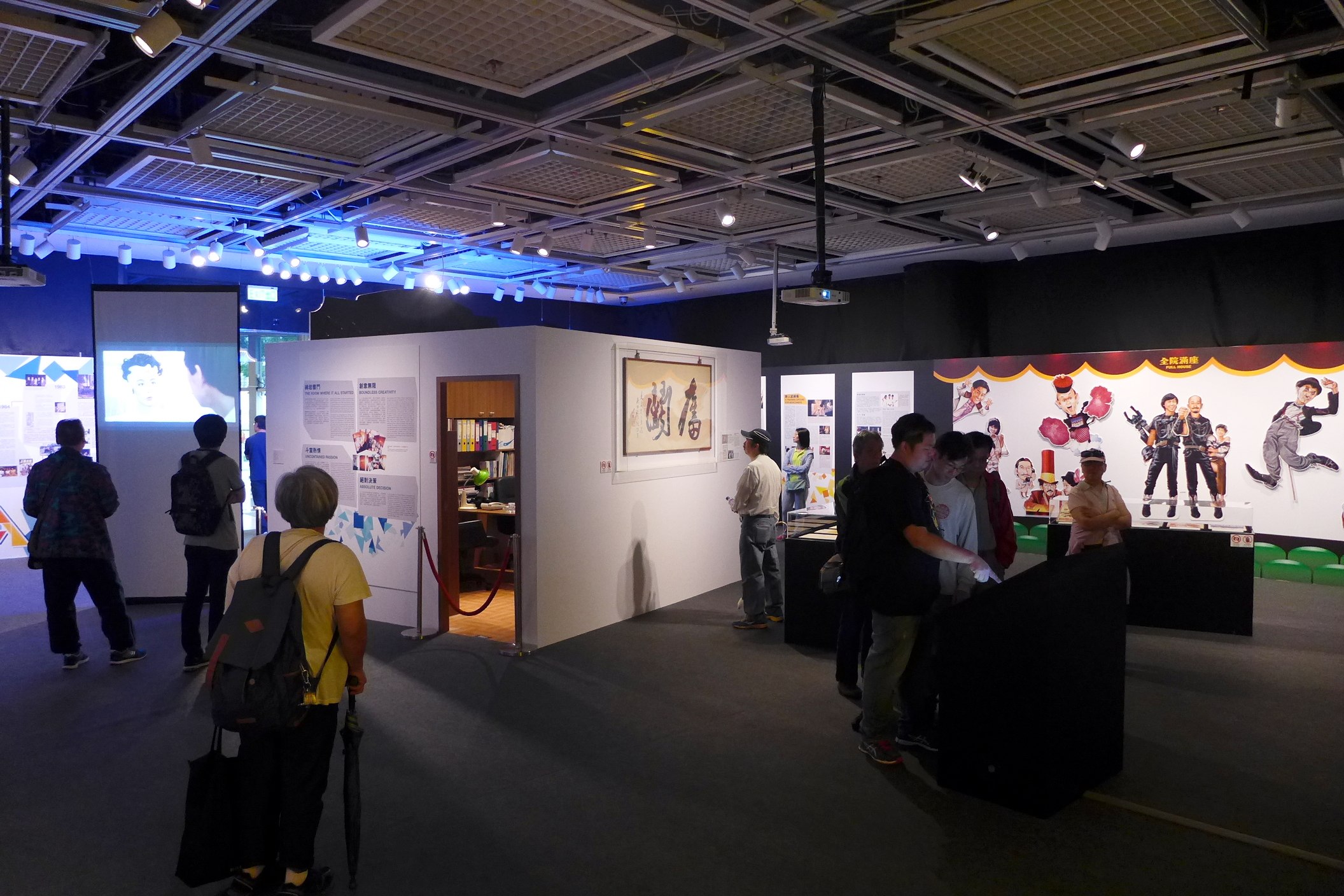
2016年4月至6月中，香港電影資料館舉辦「娛樂智多星——新藝城的光輝歲月」展覽，展示新藝城珍貴文物及照片

新藝城是由原本的奮鬥影業公司改組而成。奮鬥影業以麥嘉、石天、黃百鳴三人為核心，拍攝的電影以民初諧趣功夫片為主，包括《鹹魚番生》。奮鬥影業持續製作電影一段時間後，被金公主院線看中，因為金公主院線有自己的電影院，但缺乏粵語片的片源，而當時的粵語片絕大部份都由「邵氏」與「嘉禾」兩大公司控制，故金公主影線希望有自己的穩定片源，於是看上了奮鬥影業。奮鬥影業獲得金公主影線的老闆，當時的九龍巴士總經理雷覺坤（雷瑞德三子，雷兆光、雷兆森、雷兆貞的父親）信任，到1980年獲得注資改組為新藝城電影公司，並與金公主院線合作。雷覺坤在新藝城創立首三年所投入的資金超過一億港元。新藝城得雷覺坤的支持，有充足的資金，年產量由2部增加至10部。
新藝城七人小組於1981年至1990年期間在麥嘉於美孚新邨的家中有一房間稱為「奮鬥房」，據聞當時有一幅橫額寫着：「長江後浪冚前浪，一代新人葬舊人。」用來激勵新晉導演。每晚十一時至翌日早上八時，麥嘉、石天、黃百鳴等人在奮鬥房風雨不改地「度橋」，新藝城不少電影橋段就是這樣不眠不休地想出來的。
曾以私人情誼拍攝新藝城創業作《滑稽時代》的吳宇森，由於當時仍是嘉禾電影的員工，未能繼續為新藝城拍電影，於是推薦當時叫好不叫座的導演徐克加入新藝城。1981年，徐克拍攝的《鬼馬智多星》，除了票房高達700萬港元外，還擺脫了1980年代初民初諧趣功夫片的主流。1982年，徐克的妻子施南生加入新藝城，成為行政總監。
1981年，新藝城以重資開拍《最佳拍檔》，最初相中周潤發，但怕撞期。故徐克力排眾議，推薦許冠傑為男主角，許冠傑以200萬港元片酬的天價（當時一部小型電影的成本大約為100萬港元）演出，得到了幕後老闆雷覺坤的支持。結果《最佳拍檔》在賀歲檔期上映期間創下2,700萬港元票房佳績，打垮了嘉禾的《龍少爺》，並使麥嘉得到了香港電影金像獎最佳男主角獎。同時新藝城也吸納了女主角、台灣的張艾嘉進入管理層。
1985年，新藝城和寶麗金合資成立新藝寶唱片。其後，吳宇森結束了與嘉禾的合作關係，加入新藝城，最初被投閑置散，被安排往臺灣出任當地分公司總監，從事監製電影及公司行政等他不擅長的業務，後來在徐克的協助下回港，在各方不看好的情況下拍攝《英雄本色》，成功一炮而紅，並把被稱為「票房毒藥」的周潤發變成「票房保證」。
新藝城在整個1980年代的聲勢達到頂峰，特別是1988年，杜琪峯執導的賀歲片《八星報喜》在港票房突破3,700萬港元。但最後由於石天、麥嘉等人已再無心於新藝城的發展事業，加上徐克、黃百鳴等人已經傾向於獨立製作，新藝城最終於1990年分拆成新藝城影業（由黃百鳴擔任出品人）、新藝都娛樂、新藝城企業（由麥嘉擔任出品人）、新藝城娛樂（由石天擔任出品人），並於1991年停產結業，結束了光輝的歷史。
在2017年4月9日舉行的第36屆香港電影金像獎中，新藝城七人小組（麥嘉、石天、黃百鳴、施南生、曾志偉、泰迪羅賓，但徐克因故缺席）聚首擔任頒獎嘉賓，并頒發最佳電影獎。同年七人小組也擔任第54屆金馬獎頒獎來賓。
新藝城七人小組的石天，於2021年9月20日因癌症過世，享年72歲。

## 重要人物
| 七人小組：       | 七人小組： | 七人小組： | 七人小組： | 七人小組： |
| ---------------- | ---------- | ---------- | ---------- | ---------- |
| 麥嘉             | 石天       | 黃百鳴     | 徐克       | 施南生     |
| 曾志偉           | 泰迪羅賓   | 泰迪羅賓   | 泰迪羅賓   | 泰迪羅賓   |
| 其他曾合作導演： |            |            |            |            |
| 吳宇森           | 林嶺東     | 高志森     | 鄭則士     | 杜琪峰     |

## 出品

### 1980年代
- 1980年
  - 《滑稽時代》導演:吳宇森
- 1981年
  - 《歡樂神仙窩》導演:午馬
  - 《不准掉頭》導演:蔡繼光
  - 《鬼馬智多星》導演:徐克
  - 《追女仔》導演:麥嘉
  - 《再生人》導演:翁維銓
- 1982年
  - 《最佳拍檔》導演:曾志偉，主演:許冠傑、麥嘉、張艾嘉
  - 《彩雲曲》導演:吳小雲
  - 《難兄難弟》導演:麥嘉，主演:石天、吳耀漢
  - 《夜驚魂》導演:梁普智
  - 《小生怕怕》導演:劉家榮
- 1983年
  - 《最佳拍檔之大顯神通》導演:曾志偉
  - 《我愛夜來香》導演:泰迪羅賓
  - 《少爺威威》導演:劉家榮，主演:譚詠麟、鄭文雅、曾志偉、王青
  - 《專撬牆腳》導演:石天，主演:石天、曾志偉、劉瑞琪、秦沛
  - 《陰陽錯》導演:林嶺東，主演:譚詠麟、倪淑君、葉童、鄧碧雲
  - 《臺上臺下》導演:林清介，主演: 张小燕、张艾嘉、李慕尘、谷峰
  - 《搭錯車》導演:虞戡平
- 1984年
  - 《最佳拍檔之女皇密令》  導演:徐克，主演:許冠傑、麥嘉、張艾嘉、羅麗莎
  - 《英倫琵琶》  導演:梁普智，主演:林子祥、鍾楚紅、泰迪羅賓、盧堅
  - 《上天救命》  導演:姜大衛，主演:曾志偉、鍾楚紅、吳耀漢、黃韻詩
  - 《君子好逑》  導演:林嶺東，主演:譚詠麟、林青霞
  - 《開心鬼》    導演:高志森，主演:黃百鳴、羅明珠、李麗珍、林珊珊
  - 《全家福》 	導演:石天，主演:許冠傑、鄭文雅、小彬彬、石天
  - 《靈氣逼人》 	導演:于仁泰，主演:周潤發、葉倩文、黃百鳴、麥潔文
  - 《多情種》    導演:沈瑩，主演:曾志偉、林良蕙、呂良偉、董驃
  - 《聖誕快樂》  導演:高志森，主演:麥嘉、徐小鳳、陳百強、李麗珍
  - 《鴻運當頭》  導演:黃志強，主演:泰迪羅賓、鄭則仕、高雄、潘錦儀

- 1985年
  - 《笑匠》      導演:吳宇森，主演:孫越、陶大偉、劉瑞琪、江霞
  - 《恭喜發財》 	導演:石天，主演:石天、譚詠麟、林子祥、小彬彬 、柏安妮
  - 《情逢敵手》 導演:袁和平，主演:甄子丹、羅美薇、袁和平、黃韻詩
  - 《歌舞昇平》 	導演:余允抗，主演:羅素、黃霑、梅艷芳、楊雪儀
  - 《愛神一號》 	導演:林嶺東，主演:葉倩文、鄭浩南、左燕翎、陳家奇
  - 《四眼仔》 	導演:于仁泰，主演:譚詠麟、鄧麗盈、董驃、鄧碧雲
  - 《兩隻老虎》 	導演:吳宇森，主演:泰迪羅賓、潘迎紫、小彬彬、徐克
  - 《開心鬼放暑假》  導演:高志森，主演:黃百鳴、袁潔瑩、羅美薇、陳加玲
  - 《打工皇帝》 	導演:徐克，主演:許冠傑、王祖賢、泰迪羅賓、徐克
  - 《為你鍾情》 導演:馮世雄，主演:張國榮、李麗珍、柏安妮、羅明珠
  - 《我願意》 	導演:劉嘉豪，主演:溫韋倫、柏安妮、廖偉雄、任喜寶
  - 《飛虎奇兵》 	導演:余允抗，主演:石天、鄭浩南、鄧浩光、王敏德
  - 《何必有我》  導演:鄭則仕，主演:周潤發、鄭則仕、鄭文雅、焦姣
  - 《開心樂園》 	導演:麥當傑，主演:黃百鳴、杜麗莎、李麗珍、柏安妮

- 1986年
  - 《最佳拍檔之千里救差婆》導演:林嶺東，主演:許冠傑、麥嘉、張艾嘉、葉倩文
  - 《烏龍大家庭》導演:石天，主演:石天、梁韻蕊、黎姿、關德興
  - 《開心鬼撞鬼》導演:杜琪峰，主演:黃百鳴、張曼玉、袁潔瑩、潘宏彬
  - 《英雄本色》 	導演:吳宇森，主演:狄龍、張國榮、周潤發、朱寶意
  - 《刀馬旦》 	導演:徐克，主演:林青霞、鍾楚紅、葉倩文、鄭浩南
  - 《飛躍羚羊》 	導演:鄭則仕，主演:鄭文雅、羅明珠、黎姿、袁潔瑩
  - 《英雄正傳》 	導演:黃志強，主演:狄龍、林青霞、黃百鳴、林振康
  - 《歡樂龍虎榜》 	導演:朱延平，主演:楊惠珊、胡瓜、藍心湄、方正、大島由加里、倉田保昭、小彬彬
- 1987年
  - 《凶貓》 	導演:余允抗，主演:劉家良、鄭浩南、鄧麗盈、王晶
  - 《衛斯理傳奇》 	導演:泰迪羅賓，主演:許冠傑、王祖賢、泰迪羅賓、狄龍、柯有綸
  - 《龍虎風雲》 	導演:林嶺東，主演:周潤發、李修賢、孫越、吳家麗
  - 《七年之癢》 	導演:杜琪峰，主演:黃百鳴、利智、張艾嘉、曾志偉
  - 《凌晨晚餐》 	導演:王鍾，主演:鄭則仕、朱寶意、關朝聰、午馬
  - 《心跳一百》 	導演:鄭則仕、盧堅，主演:張曼玉、呂方、羅明珠、鄭浩南
  - 《橫財三千萬》導演:麥嘉，主演:麥嘉、徐小鳳、林青霞、曾志偉
  - 《倩女幽魂》 	導演:程小東，主演:張國榮、王祖賢、午馬、劉兆銘
  - 《開心勿語》 	導演:曾志偉，主演:梅艷芳、曾志偉、草蜢、袁潔瑩
  - 《奪命佳人》 	導演:孫仲，主演:林青霞、梁家輝、麥潔文、李泳豪
  - 《呷醋大丈夫》導演:杜琪峰，主演:黃百鳴、鍾楚紅、岑建勳、鄭浩南
  - 《監獄風雲》 	導演:林嶺東，主演:周潤發、梁家輝、張耀揚、黃光亮
  - 《英雄本色II》導演:吳宇森，主演:狄龍、張國榮

- 1988年
  - 《八星報喜》 	導演:杜琪峰，主演:周潤發、鄭裕玲、馮寶寶、鍾楚紅
  - 《老虎出更》 	導演:劉家良，主演:周潤發、利智、李元霸、徐少強
  - 《長短腳之戀》導演:王鍾，主演:周潤發、王祖賢、王青、利智
  - 《大丈夫日記》導演:楚原，主演:周潤發、王祖賢、葉倩文、李子雄
  - 《殺之戀》 	導演:梁普智，主演:張國榮、鍾楚紅、柏安妮、黃錦燊
  - 《學校風雲》 	導演:林嶺東，主演:張耀揚、林正英、袁潔瑩、劉松仁
  - 《城市特警》 	導演:杜琪峰、金揚樺導演，主演:李子雄、王祖賢.、黃衍濛、郭追
  - 《義膽紅唇》 	導演:孫仲，主演:周潤發、狄龍、恬妞、徐少強

- 1989年
  - 《新最佳拍檔》導演:劉家良，主演:許冠傑、麥嘉、張國榮、利智
  - 《阿郎的故事》導演:杜琪峰，主演:周潤發、張艾嘉、黃坤玄、吳孟達
  - 《八寶奇兵》 	導演:霍耀良，主演:石天、曾志偉、馮淬帆、吳君如、邱淑貞
  - 《我在黑社會的日子》導演:黃泰來，主演:周潤發、張耀揚、陳惠敏、成奎安
  - 《英雄本色III夕陽之歌》導演:徐克，主演:周潤發、梅艷芳、梁家輝、時任三郎
  - 《边缘岁月》	導演:李惠民，主演:狄龙、袁洁莹、郑文雅、郑浩南、张耀扬、邵传勇

### 1990年代
- 1990年
  - 《吉星拱照》 	導演:杜琪峰，主演:周潤發、張艾嘉、Beyond、夏雨
  - 《老虎出更2》 導演:劉家良，主演:李修賢、李元霸、陳雅倫、張耀揚
  - 《快樂的小雞》導演:李翰韜，主演:李麗珍、張耀揚、李麗蕊、成奎安
  - 《瘦虎肥龍》 	導演:劉家榮，主演:洪金寶、麥嘉、吳家麗、翁慧德
  - 《倩女幽魂II人間道》 	導演:程小東，主演:張國榮、王祖賢、李嘉欣、張學友
  - 《紅場飛龍》 	導演:霍耀良，主演:許冠傑、張曼玉、吳家麗、利智
  - 《聖戰風雲》 	導演:林嶺東，主演:李修賢、黃光亮、關之琳、維龍.威爾斯

- 1991
  - 《財叔之橫掃千軍》導演:程小東、徐克，主演:石天、張學友、梁家輝、高麗虹
  - 《藍色霹靂火》導演:李惠民，主演:李修賢、梁家輝、鄭文雅、黃坤玄
  - 《監獄風雲II逃犯》導演:林嶺東，主演:周潤發、陳松勇、于莉、黃光亮
  - 《情聖》導演:李力持，主演:周星馳、毛舜筠、恬妞、葉子楣
  - 《蠻荒的童話》 導演:盧堅，主演:張耀揚、溫碧霞

## 另見
- 新藝寶

## 資料來源

### 腳註
1. ↑  
新藝城傳奇七人小組　金馬合體頒獎 （页面存档备份，存于） 2017.9.27 今日新聞